# Hylocereus minutiflorus
Hylocereus minutiflorus là một loài thực vật có hoa trong họ Cactaceae. Loài này được Britton & Rose mô tả khoa học đầu tiên năm 1913.